# MS Statendam
Pour les articles homonymes, voir Statendam (homonymie).
 (juillet 2010).
Le MS Statendam est un navire de croisière de la société Holland America Line.
Le Ms Statendam est le sister-ship du MS Maasdam, du MS Ryndam et du MS Veendam.

## Ponts
Le Statendam dispose de 10 ponts :

### Pont 1 - A
Le pont "A" du Ms Statendam dispose de :
- Laverie
- Infirmerie
- Réception
- Cabinet médical

### Pont 2 - Main
Le pont "Main" dispose de :
- Laverie

### Pont 3 - Lower promenade
Le pont "Lower Promenade" dispose de :
- Atrium
- Laverie
- Bureau du responsable de l'hôtel

### Pont 4 - Promenade
Le pont "Promenade" dispose de :
- Théâtre "Showroom at sea"
- Galerie photos
- Laboratoire photos
- Atrium
- Galerie d'art
- Bureau des excursions
- Bar "Wine Teasting"
- Théâtre "Wajang"
- Centre d'art culinaire
- Salon "Hudson"
- Salon "Half Moon"
- Cuisine principale
- Restaurant "Rotterdam"

### pont 5 - Upper promenade
Le pont "Upper Promenade" dispose de :
- Th'atre "Showroom at sea" (Balcon)
- Boutiques
- Bar "Ocean"
- Atrium
- Boutique des gourmets
- Bar "Casino"
- Casino
- Piano bar
- Galerie "Figurehead"
- Café "Exploration's"
- Salon "Explorer's"
- Resto-Grill "Pinnacle"
- Salon "Queen's"
- Restaurant "Rotterdam"

### Pont 7 - Navigation
Le pont "Navigation" dispose de :
- Salon "Neptune"
- Piscine avec vue sur mer

### Pont 8 - Lido
Le pont "Lido" dispose de :
- Spa
- Centre de fitness
- Suite thermale
- Salon de massage
- Salon de beauté
- Grill
- Piscine principale
- Bar "Dolphin"
- Restaurant "Lido"
- Terrasse

### Pont 9 - Sport
Le pont "Sport" dispose de :
- Dôme de la piscine
- Terrain de basketball
- Court de tennis
- Club-Hall

### Pont 10 - Sky
Le pont "Sky" dispose de :
- Terrasse
- Piscine